# Pitomača
Pitomača es un municipio de Croacia en el condado de Virovitica-Podravina.

## Geografía
Se encuentra a una altitud de 127 m s. n. m. a  km de la capital nacional, Zagreb.

## Demografía
En el censo 2011 el total de población del municipio fue de 10 059 habitantes, distribuidos en las siguientes localidades:
- Dinjevac -  24
- Grabrovnica -  17
- Kladare -  12
- Križnica -  467
- Mala Črešnjevica - 128
- Otrovanec -  624
- Pitomača - 5 646
- Sedlarica - 363
- Stari Gradac - 674
- Starogradački Marof -  247
- Turnašica - 333
- Velika Črešnjevica - 515

| Gráfica de población de Pitomača 1857-2011                          |
|                                                                     |
| Según los censos de población de la oficina estadística de Croacia. |